# Дульськ (Свецький повіт)
Дульськ (пол. Dólsk) — село в Польщі, у гміні Джицим Свецького повіту Куявсько-Поморського воєводства.
Населення — 238 осіб (2011).
У 1975-1998 роках село належало до Бидгощського воєводства.

## Демографія
Демографічна структура станом на 31 березня 2011 року:
|          | Загалом | Допрацездатний вік | Працездатний вік | Постпрацездатний вік |
| -------- | ------- | ------------------ | ---------------- | -------------------- |
| Чоловіки | 121     | 30                 | 81               | 10                   |
| Жінки    | 117     | 30                 | 65               | 22                   |
| Разом    | 238     | 60                 | 146              | 32                   |